# Дештвейл (дегестан)
Дештвейл (перс. دشتویل) — дегестан в Ірані, у бахші Рахматабад-о-Блукат, в шагрестані Рудбар остану Ґілян. За даними перепису 2006 року, його населення становило 5416 осіб, які проживали у складі 1422 сімей.

## Населені пункти
До складу дегестану входять такі населені пункти:
- Валіджар
- Даре-Дешт
- Дафраз
- Дештвейл
- Естахрґах
- Колюс-Форуш
- Конбак
- Лафанд-Сара
- Махшар
- Паре
- Пасіндаре
- Поланґ-Даре
- Поштеган
- Раджаун
- Раші
- Рудхане
- Сеєдан
- Хаджі-Дег
- Хаджі-Шіркія
- Хасе-Кул
- Чак
- Чалґасар
- Челе-Бар
- Чоре